# Dave's Picks, Vol. 4: College of William & Mary, Williamsburg, VA 9/24/76
Dave's Picks, Vol. 4: College of William & Mary, Williamsburg, VA 9/24/76 es el cuarto álbum en vivo de Dave's Picks, serie de lanzamientos en vivo de la banda estadounidense Grateful Dead. Fue publicado el 1 de noviembre de 2012 a través del sello discográfico Rhino.

## Recepción de la crítica
Doug Collette de Glide Magazine declaró: “La historia de Grateful Dead es la más variada y colorida de la historia del rock and roll. Sin embargo, no existe ningún libro, vídeo, fotografía o ícono que capture las cualidades distintivas de esta banda tan completamente como la grabación de un concierto de un momento crucial en la carrera del grupo. Dave’s Pick’s Volume 4 ahora es esencial para documentar la evolución de Grateful Dead a medida que emergieron de su pausa autoimpuesta de 1975. [...]  Dave's Pick's Volume 4 sería un paquete ideal para presentarlo al amante de la música desconocido como un medio para definir la esencia de Grateful Dead, una experiencia arraigada en su música, pero que en última instancia la trasciende”.

## Lista de canciones
Todas las canciones escritas y compuestas por Jerry García y Robert Hunter, excepto donde esta anotado. 
| Disco uno |                                         |          |  |
| N.º       | Título                                  | Duración |  |
| 1.        | «Promised Land» (Chuck Berry)           | 4:41     |  |
| 2.        | «Deal»                                  | 5:07     |  |
| 3.        | «Cassidy» (Bob Weir, John Perry Barlow) | 4:34     |  |
| 4.        | «Sugaree»                               | 10:25    |  |
| 5.        | «Looks Like Rain» (Weir, Barlow)        | 7:53     |  |
| 6.        | «Row Jimmy»                             | 9:48     |  |
| 7.        | «Big River» (Johnny Cash)               | 5:33     |  |
| 8.        | «Tennessee Jed»                         | 8:55     |  |

| Disco dos |                                                              |          |  |
| N.º       | Título                                                       | Duración |  |
| 1.        | «Playing in the Band» (Weir, Mickey Hart, Hunter)            | 11:53    |  |
| 2.        | «Supplication» (Weir, Barlow)                                | 4:55     |  |
| 3.        | «Playing in the Band» (Weir, Hart, Hunter)                   | 4:43     |  |
| 4.        | «Might as Well»                                              | 7:36     |  |
| 5.        | «Samson and Delilah» (tradicional, arr. por Weir)            | 7:02     |  |
| 6.        | «Loser»                                                      | 8:06     |  |
| 7.        | «New Minglewood Blues» (tradicional, arr. por Grateful Dead) | 4:30     |  |

| Disco tres |                                                                        |          |  |
| N.º        | Título                                                                 | Duración |  |
| 1.         | «Help on the Way»                                                      | 5:06     |  |
| 2.         | «Slipknot!» (Garcia, Phil Lesh, Weir, Bill Kreutzmann, Keith Godchaux) | 5:07     |  |
| 3.         | «Drums» (Hart, Kreutzmann)                                             | 5:36     |  |
| 4.         | «Slipknot!» (Garcia, Lesh, Weir, Kreutzmann, K. Godchaux)              | 5:28     |  |
| 5.         | «Franklin's Tower» (Garcia, Kreutzmann, Hunter)                        | 8:12     |  |
| 6.         | «The Music Never Stopped» (Weir, Barlow)                               | 5:49     |  |
| 7.         | «Stella Blue»                                                          | 7:35     |  |
| 8.         | «Around and Around» (Berry)                                            | 6:54     |  |
| 9.         | «U.S. Blues»                                                           | 5:56     |  |